# TIM Brasil
TIM S.A. es un holding brasileño controlado indirectamente por el Gruppo TIM a través de las filiales Telecom Italia Finance y TIM Brasil Serviços e Participações que opera en el sector de las telecomunicaciones bajo la marca TIM.
Inició su actividad en Brasil en 1998 y desde 2002 ha consolidado su presencia a nivel nacional, convirtiéndose en la primera compañía telefónica presente en todos los estados brasileños con 75,7 millones de usuarios (datos actualizados al 31 de diciembre de 2014). Las oficinas centrales están ubicadas en Río de Janeiro y el holding cotiza en las listas BM&F Bovespa y NYSE, en las bolsas de valores de Sao Paulo y Nueva York, respectivamente.